# Blocco Studentesco

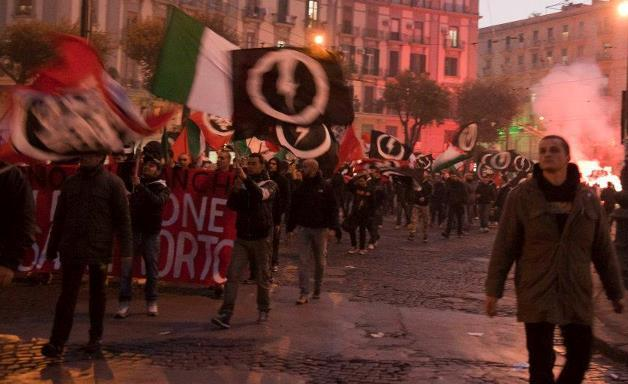
Shromáždění CasaPound a Blocco Studentesco v Neapoli v roce 2011

Studentský Blok (italsky: Blocco Studentesco, zkratka BS) je italská neofašistická studentská organizace se sídlem v Římě. Sdružení «Blocco Studentesco» vzniklo v roce 2006, pod vedením Francesco Polacchi. Podmínkou členství je věk 15–30 let. Mezi hlavní aktivity «Blocco Studentesco» patří pořádání přednášek, seminářů a konferencí. Ve své činnosti «Blocco Studentesco» úzce spolupracuje s CasaPound.